# Галерея Саатчі
Галерея Саатчі — музей сучасного мистецтва в Лондоні, заснований в 1985 році Чарльзом Саатчі. Є однією з найпопулярніших лондонських галерей.

## Історія
Галерея Саатчі була відкрита в 1985 році в районі Сент-Джонс-Вуд на Баундарі-Роуд. На першій виставці, яка проводилася з березня по жовтень 1985 року, були представлені роботи мінімаліста Дональда Джадда, абстракціоністів Брайса Мардена і Сая Твомблі, а також роботи Енді Воргола.
Саме тут Чарльз Саатчі відкрив світові групу британських художників-концептуалістів (Young British Artists). До складу яких входили такі відомі художники, як Дем'єн Герст і Трейсі Емін.

## Українські художники

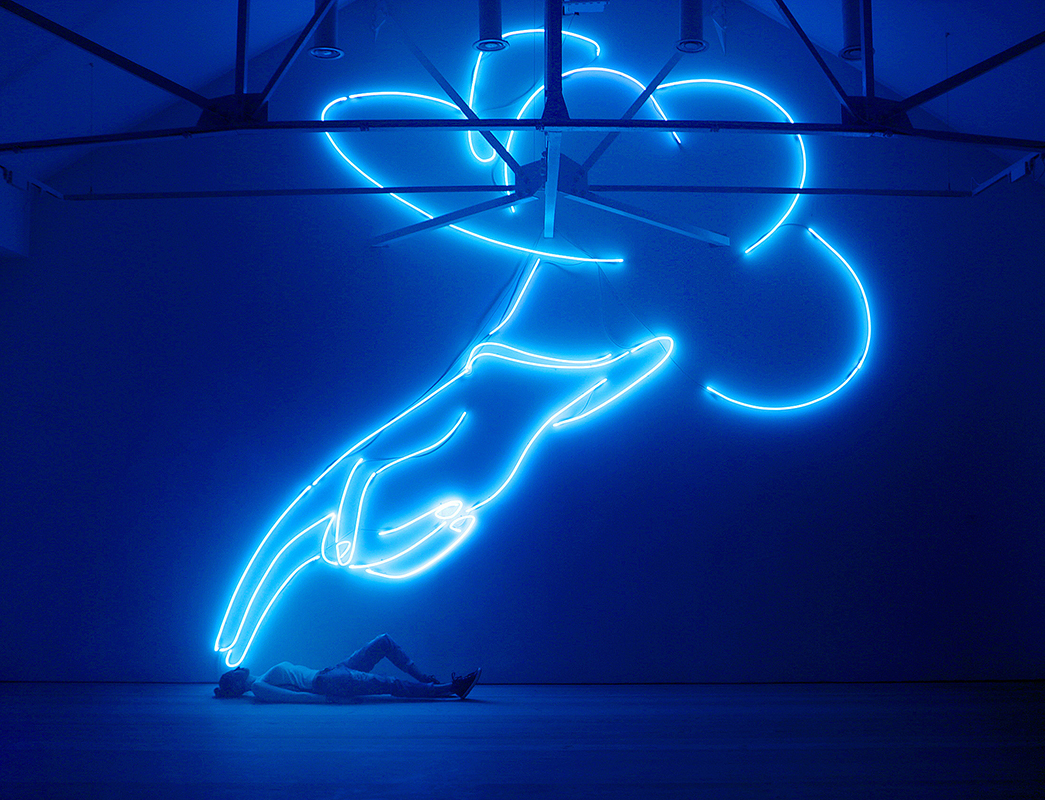
Інсталяція Степана Рябченка «Рука, що благословляє» в Saatchi Gallery

В галереї були неодноразово представлені роботи українських сучасних художників.
У 2013 році на виставці «Сучасні українські художники» — Назар Білик, Ігор Гусєв, Жанна Кадирова, Павло Керестей, Олександр Клименко, Анатолій Криволап, Павло Маков, Максим Мамсіков, Микола Маценко, Роман Мінін, Вінні Реунов, Олександр Ройтбурд, Степан Рябченко, Арсен Савадов, Олексій Сай, Тіберій Сільваші, Марина Скугарєва, Юрій Соломко, Віктор Сидоренко, Олег Тістол, Василь Цаголов, Матвій Вайсберг, Артем Волокітін, Олександр Животков, Олексій Золотарьов.